# Friedrich Ferdinand von der Leyen
Friedrich Ferdinand Franz Anton von der Leyen und zu Hohengeroldseck (* 7. Januar 1709 in Koblenz; † 16. Februar 1760 ebenda) war ein deutscher Reichsgraf.

## Leben
Friedrich Ferdinand wurde als Sohn des Reichsgrafen Karl Kasper Franz von der Leyen (1655–1739) und der Gräfin Sophie Maria von Schönborn-Wiesentheid (* 1670; † 1742) geboren. 1733 wurde er Herr von Blieskastel, Münchweiler und Burrweiler. Unter seiner Herrschaft erfolgte 1734 die Gründung eines Eisenwerkes in St. Ingbert und 1739 verlegte er seine Residenz nach Koblenz. 1759 erhielt er vom Kaiser den Orden vom Goldenen Vließ.

## Nachkommen
Er heiratete am 18. Oktober 1733 in Breslau die Gräfin Maria Charlotte Auguste von Hatzfeldt-Trachenberg und Gleichen (1715–1774) und hatte mit ihr vier Kinder.
- Sophie Charlotte Maria Anna Walpurga (* 1735; † 1797) ⚭ Lothar-Franz Wilhelm Henrich Hyacinth Victor, Graf und Marquis von und zu Hoensbroech
- Franz Georg Carl (* 1736; † 1775), Reichsgraf
- Damian Friedrich Philipp Franz (* 1738; † 1817)
- Franz Erwin Karl Kaspar von der Leyen und zu Hohengeroldseck (* 1741; † 1809)